# Vinany
 (novembre 2016).
Si vous disposez d'ouvrages ou d'articles de référence ou si vous connaissez des sites web de qualité traitant du thème abordé ici, merci de compléter l'article en donnant les références utiles à sa vérifiabilité et en les liant à la section « Notes et références ».
Vinany est une commune rurale de Madagascar située dans le district de Mandoto, à environ 7 kilomètres d’Ankazomiriotra. La population de la commune était de 20844 habitants en 2018.

## Toponymie
Vinany peut avoir plusieurs significations en malgache : soit "confluent de deux rivières"; "embouchure" ou "estuaire d'un fleuve", soit "conjecture"; "prédiction", ou "prophétie"

## Économie
64% de la population de la commune, soit la majorité de celle-ci, est constituée d’agriculteurs, auquel s'ajoute 35,8 % supplémentaires tirant leur subsistance de l’élevage. La culture la plus importante est le riz, tandis que les autres produits importants sont le maïs et le manioc. L’industrie fournit de l’emploi à 0,2 % de la population.

## Transport
La commune est située sur la route nationale 34, à mi-chemin entre Antsirabe et Miandrivazo.

## Éducation
Seul l’enseignement à l'école primaire est disponible à Vinany.